# 산낙지

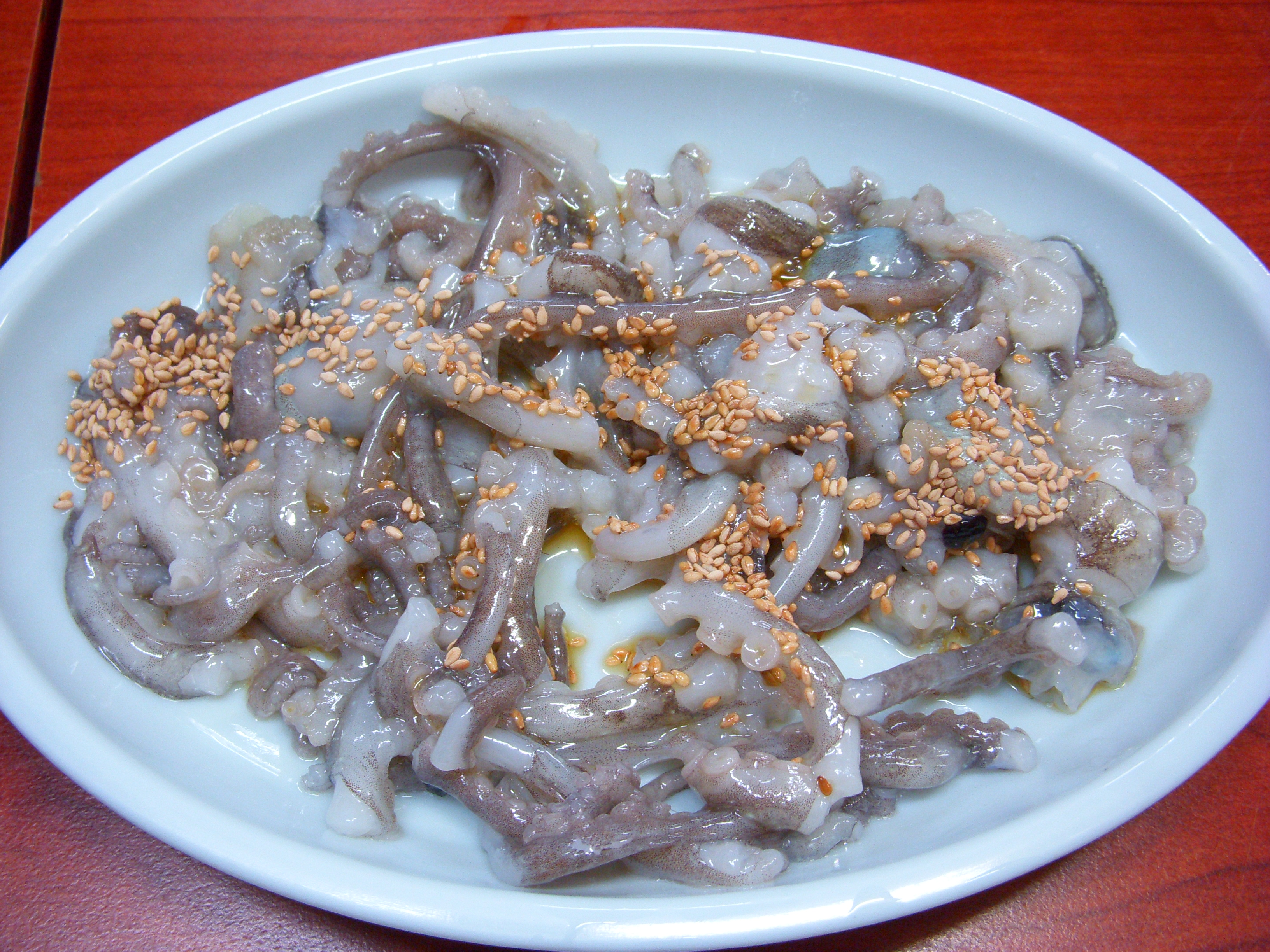
산낙지

산낙지, 산낙지회는 회 요리의 일종인 한국 요리이다. 이는 "살아 있는"의 "산"과 "낙지"의 결합으로 만들어진 낱말이나, 낙지나 문어 등 빨판이 있는 연체동물은 죽은 뒤에도 신경체계가 계속해서 반응하기 때문에 마치 살아있는 것처럼 빨판이 꿈틀거리는 것이다. 그리고 기도에 걸려서 사망하는 사례가 많다. 낙지는 보통 고통을 최소화하는 방식으로 한 번에 잡아 내장을 제거한 뒤 여러 덩어리로 잘게 잘라 깨나 참기름으로 살짝 양념에 곁들여 먹는다.

## 사고
팔 덩어리 부분의 빨판이 접시 위에 움직이기 때문에 산낙지를 먹을 때에는 특별한 주의가 요구된다. 이렇게 움직이는 빨판은 사람 목이나 입에 달라붙게 만들 수 있다. 이 때문에 일부 사람들에게는 숨이 막히는 위험을 초래할 수 있다. 숨이 막히는 일부 사고가 보고된 바 있다. 광주에서 일어난 사고가 최근에 일어난 사고들 가운데 하나이다.

## 안주
산낙지는 회집에서 찾을 수 있지만 대한민국 길거리 포장마차에서도 찾을 수 있다. 수많은 사람들은 산낙지와 함께 소주를 즐긴다.

## 대중문화
- 산낙지는 올드보이라는 한국 영화의 한 장면에 기록되어 있다.
- The Amazing Race 4라는 프로그램에서, 대한민국 서울에서 산낙지 한 그릇을 완전히 비우는 도전이 진행되었다. "한국의 맛"을 느끼기 위해 왔지만 음식이 오르기까지 그것이 산낙지인지 알지 못했다. 두 개의 팀이 실패하고 오직 한 팀만이 그릇을 완전히 비울 수 있었다.

## 같이 보기
- 낙지
- 낙지 탕탕이